# Denisa Allertová
Denisa Šátralová (née Denisa Allertová), née le 7 mars 1993, est une joueuse de tennis tchèque professionnelle.
En 2015, elle atteint la finale lors du tournoi de Canton. Elle y bat notamment Simona Halep 2e mondiale en quart de finale et en demi-finale Sara Errani, avant de s'incliner contre Jelena Janković.
La Tchèque a par ailleurs gagné douze tournois ITF, dix en simple et deux en double.
En août 2019, Denisa épouse son ami de longue date et joueur de tennis Jan Šátral et prend désormais son nom marital, Denisa Šátralová.

## Palmarès

### Titre en simple dames
Aucun

### Finale en simple dames
| No | Date       | Nom et lieu du tournoi                | Catégorie | Dotation  | Surface    | Vainqueure      | Score    |          |
| -- | ---------- | ------------------------------------- | --------- | --------- | ---------- | --------------- | -------- | -------- |
| 1  | 21-09-2015 | International Women's Open, Guangzhou | Intern'l  | 250 000 $ | Dur (ext.) | Jelena Janković | 6-2, 6-0 | Parcours |

## Parcours en Grand Chelem

### En simple dames
| Année | Open d'Australie | Open d'Australie   | Internationaux de France | Internationaux de France | Wimbledon       | Wimbledon          | US Open         | US Open           |
| ----- | ---------------- | ------------------ | ------------------------ | ------------------------ | --------------- | ------------------ | --------------- | ----------------- |
| 2014  | —                | —                  | —                        | —                        | —               | —                  | Q2              | Aleksandra Krunić |
| 2015  | 2e tour (1/32)   | Alizé Cornet       | 2e tour (1/32)           | Tsvetana Pironkova       | 2e tour (1/32)  | Caroline Wozniacki | 2e tour (1/32)  | Roberta Vinci     |
| 2016  | 3e tour (1/16)   | Johanna Konta      | 1er tour (1/64)          | Kurumi Nara              | 2e tour (1/32)  | Carla Suárez       | 2e tour (1/32)  | Johanna Larsson   |
| 2017  | 1er tour (1/64)  | Dominika Cibulková | —                        | —                        | 2e tour (1/32)  | Petra Martić       | 2e tour (1/32)  | Naomi Osaka       |
| 2018  | 1/8 de finale    | Elina Svitolina    | 1er tour (1/64)          | Aliaksandra Sasnovich    | 1er tour (1/64) | Anett Kontaveit    | —               | —                 |
| 2019  | Q1               | Paula Badosa       | Q1                       | Kristína Kučová          | —               | —                  | 1er tour (1/64) | Petra Kvitová     |
| 2020  | Q2               | Stefanie Vögele    | —                        | —                        | Annulé          | Annulé             | —               | —                 |

N.B. : à droite du résultat se trouve le nom de l'ultime adversaire.

### En double dames
| Année | Open d'Australie           | Open d'Australie      | Internationaux de France     | Internationaux de France | Wimbledon                         | Wimbledon             | US Open                        | US Open                   |
| ----- | -------------------------- | --------------------- | ---------------------------- | ------------------------ | --------------------------------- | --------------------- | ------------------------------ | ------------------------- |
| 2015  | —                          | —                     | 1er tour (1/32) P. Cetkovská | K. Date F. Schiavone     | —                                 | —                     | 1er tour (1/32) A. Konjuh      | K. Knapp R. Vinci         |
| 2016  | 1er tour (1/32) D. Schuurs | Chan H.-c. Chan Y.-j. | —                            | —                        | 1er tour (1/32) A. K. Schmiedlová | J. Görges K. Plíšková | 1er tour (1/32) A.-L. Friedsam | A. Hlaváčková L. Hradecká |

N.B. : le nom du ou de la partenaire se trouve sous le résultat ; le nom des ultimes adversaires se trouve à droite.

## Parcours en «Premier Mandatory» et «Premier 5»
Découlant d'une réforme du circuit WTA inaugurée en 2009, les tournois WTA « Premier Mandatory » et « Premier 5 » constituent les catégories d'épreuves les plus prestigieuses, après les quatre levées du Grand Chelem.

### En simple dames
| Année |              | Premier Mandatory       | Premier Mandatory          | Premier Mandatory | Premier Mandatory |       | Premier 5 | Premier 5                  | Premier 5  | Premier 5 | Premier 5 | Premier 5 | Premier 5 |
| Année | Indian Wells | Miami                   | Madrid                     | Pékin             |                   | Dubaï | Rome      | Canada                     | Cincinnati | Wuhan     | Wuhan     |           |           |
| Année | Indian Wells | Miami                   | Madrid                     | Pékin             | Doha              |       | Rome      | Canada                     | Cincinnati | Wuhan     | Wuhan     |           |           |
| Année | Indian Wells | Miami                   | Madrid                     | Pékin             |                   |       | Rome      | Canada                     | Cincinnati | Wuhan     | Wuhan     |           |           |
| 2016  |              | 3e tour (1/16) J. Konta | 1er tour (1/64) D. Kovinić |                   |                   |       |           | 2e tour (1/16) E. Bouchard |            |           |           |           |           |

Sous le résultat, l’ultime adversaire.

## Parcours en Fed Cup
| #                                                                      | Date       | Lieu   | Surface    | Gagnante(s)                     | Perdante(s)                         | Score     |          |
|                                                                        |            |        |            |                                 |                                     |           |          |
| 2015 - 1er tour (groupe mondial) - Canada - République tchèque - 0 : 4 |            |        |            |                                 |                                     |           |          |
| 1                                                                      | 07/02/2015 | Québec | Dur (int.) | Denisa Allertová Lucie Hradecká | Françoise Abanda Gabriela Dabrowski | 6-1, 7-62 | Parcours |

## Classements WTA en fin de saison
| Année          | 2010 | 2011 | 2012 | 2013 | 2014 | 2015 | 2016 | 2017 | 2018 | 2019 | 2020 |
| Rang en simple | 943  | 480  | 635  | 327  | 110  | 63   | 93   | 122  | 160  | 222  | 249  |
| Rang en double | –    | 938  | 620  | 501  | 553  | 891  | 300  | 693  | –    | 465  | 494  |

Source : (en) Classements de Denisa Allertová sur le site officiel de la Fédération internationale de tennis